# Sternopygus castroi
Sternopygus castroi är en fiskart som beskrevs av Triques 2000. Sternopygus castroi ingår i släktet Sternopygus och familjen Sternopygidae. Inga underarter finns listade i Catalogue of Life.